# Tosevskiana machackovae
Tosevskiana machackovae är en skalbaggsart som beskrevs av Sehnal 2004. Tosevskiana machackovae ingår i släktet Tosevskiana och familjen Melolonthidae. Inga underarter finns listade i Catalogue of Life.